# Schlacht von Shiloh
Fort Henry – Fort Donelson – Shiloh – Corinth I
Die Schlacht von Shiloh (hebräisch für Ort des Friedens) fand am 6. und 7. April 1862 im US-Bundesstaat Tennessee, etwa 22 Meilen nordöstlich der Kleinstadt Corinth im US-Bundesstaat Mississippi während des Amerikanischen Bürgerkriegs statt. Sie wird auch Schlacht bei Pittsburg Landing genannt. Unter hohen Verlusten konnten die von Ulysses S. Grant kommandierten Unionstruppen den Sieg erringen: Die Verluste der Union betrugen 13.047 verwundete und getötete Soldaten, die der Konföderation 10.699. Unter den insgesamt 3.482 Gefallenen war auch der Oberbefehlshaber der Mississippi-Armee General Albert S. Johnston.

## Vorgeschichte
Nach den Verlusten der Konföderation in Tennessee stieg in den Augen des Südens die Gefahr, den Krieg zu verlieren. Albert Sidney Johnston, dessen Kritiker immer lauter wurden, plante daher zusammen mit General Pierre Gustave Toutant Beauregard eine Offensive zur Rückeroberung von Tennessee. Beauregard ließ in Corinth, dem wichtigsten Eisenbahnknotenpunkt im nördlichen Mississippi, 42.000 Mann zusammenziehen; 27.000 aus den Flügeln von Johnstons Armee sowie 15.000 Mann aus New Orleans und Mobile, Alabama unter Führung von Braxton Bragg.
Nach der Einnahme der Forts Henry und Donelson durch Ulysses S. Grant und Andrew H. Foote wurde Henry Wager Halleck zum Oberbefehlshaber des westlichen Kriegsschauplatzes ernannt. Halleck befahl dem inzwischen zum Generalmajor beförderten Grant, mit seinen Truppen nach Pittsburg Landing am Tennessee zu marschieren, wo Don Carlos Buells Ohio-Armee sich mit Grants Tennessee-Armee vereinen sollte. Diese Armee von 75.000 Mann wollte Halleck dann nach Süden führen, um Corinth einzunehmen.

Noch bevor sich die Armeen von Grant und Buell vereinen konnten, wollte Beauregard Grant angreifen. Dazu entwarf er einen Plan, die Mississippi-Armee am 4. April in Gefechtsposition zu bringen, um dann einen Überraschungsangriff gegen Grants ahnungslose Tennessee-Armee zu führen. Sie bestand aus den vier Korps der Generalmajore Leonidas Polk, Braxton Bragg, W. J. Hardee und Brigadegeneral J. C. Breckinridge. Da Beauregard jedoch nur über unerfahrene Truppen und Stabsoffiziere verfügte und strömender Regen die Straßen in Morast verwandelte, dauerte es bis zum Abend des 5. April, die konföderierten Soldaten in Ausgangsstellungen zu bringen. Durch diese Verzögerungen glaubte Beauregard mittlerweile, das Überraschungsmoment verloren zu haben, und wollte den geplanten Angriff abbrechen. Da die konföderierte Armee inzwischen aber zur Attacke bereit war, konnte Johnston ihn von der Durchführung des Angriffes überzeugen.
Grant, der davon ausging, dass Johnstons Armee völlig demoralisiert sei, sah derweil keinen besonderen Anlass zur Eile und erwartete keinen Angriff. Weder bemühte er sich um ein schnelles Zusammenziehen seiner Divisionen, noch ließ er Verteidigungsanlagen errichten. Einzig der Division unter Lew Wallace, die 8 Kilometer flussabwärts kampierte, empfahl er besondere Wachsamkeit.

## Schlachtordnung

### Union

#### Tennessee-Armee
Oberbefehlshaber Generalmajor Ulysses S. Grant
- 1. Division unter dem Kommando von Generalmajor John Alexander McClernand
- 2. Division unter dem Kommando von Brigadegeneral William H. L. Wallace
- 3. Division unter dem Kommando von Generalmajor Lew Wallace
- 4. Division unter dem Kommando von Brigadegeneral Stephen A. Hurlbut
- 5. Division unter dem Kommando von Brigadegeneral William Tecumseh Sherman
- 6. Division unter dem Kommando von Brigadegeneral Benjamin M. Prentiss

#### Ohio-Armee
Oberbefehlshaber Generalmajor Don Carlos Buell
- 2. Division unter dem Kommando von Brigadegeneral Alexander McDowell McCook
- 4. Division unter dem Kommando von Brigadegeneral William „Bull“ Nelson
- 5. Division unter dem Kommando von Brigadegeneral Thomas L. Crittenden
- 6. Division unter dem Kommando von Brigadegeneral Thomas J. Wood

### Konföderation

#### Mississippi-Armee
Oberbefehlshaber General Albert Sidney Johnston
- I. Korps unter dem Kommando von Generalmajor Leonidas Polk
- II. Korps unter dem Kommando von Generalmajor Braxton Bragg
- III. Korps unter dem Kommando von Generalmajor William J. Hardee
- Reservekorps unter dem Kommando von Brigadegeneral John C. Breckinridge[4]

## Die Schlacht

### Der erste Tag der Schlacht

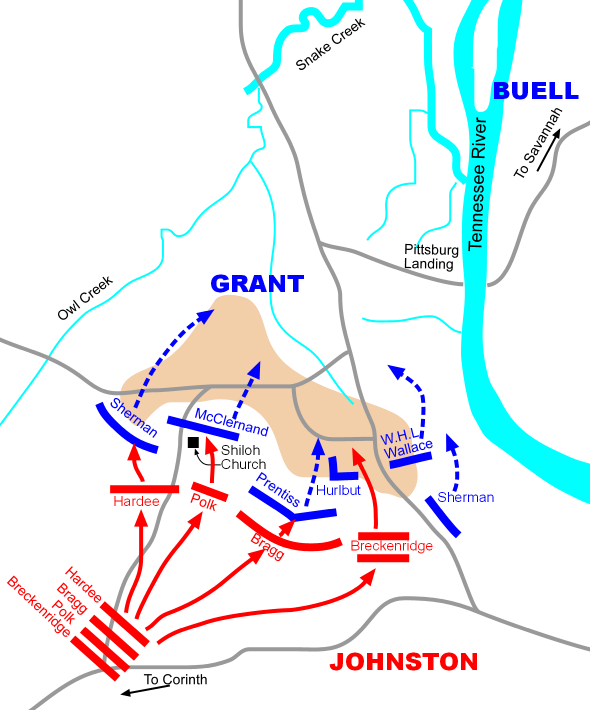
Schlacht von Shiloh – der erste Tag

#### Der Morgen

##### Fraley und Seay Field
Everett Peabody, der Kommandeur der 1. Brigade der 6. Division, war besorgt angesichts von Meldungen über die Anwesenheit der Konföderierten. Am frühen Abend des 5. April führte er eine Nachbesprechung mit einer Patrouille der 25. Missouri Regiments durch. Der Kommandant der Einheit, Major James Powell, meldete, dass er südlich der Lager eine große Gruppe von Konföderierten gehört habe. In den frühen Morgenstunden des 6. April befahl Peabody Powell daher eigenmächtig, mit drei Kompanien des 25. Missouri und zwei Kompanien der 12. Michigan Regiments eine weitere Erkundung durchzuführen. Um 03:00 Uhr formierte Powell fünf Kompanien und brach vorsichtig nach Süden auf. Um ca. 04:45 Uhr erreichte Powells Gefechtslinie das Fraley Field. Als sie es teilweise überquert hatte, eröffneten Vorauseinheiten der dritten Brigade des dritten Armeekorps unter Brigadegeneral Sterling Wood das Feuer. Powells Männer gingen auf der Ostseite des Feldes in Deckung und lieferten sich einen 60-minütigen Schusswechsel der jedoch nur geringen Verluste forderte. Gegen 5:30 Uhr vernahm Johnston in seinem Hauptquartier Schüsse vom etwa 3 Kilometer entfernten Fraley Field und befahl daraufhin einen Generalangriff. Es dauerte jedoch über eine Stunde, bis der Befehl Brigadegeneral Thomas Hindman erreichte.

Nachdem Brigadegeneral Prentiss die Nachricht vom Angriff auf Powell erreicht hatte, befahl er Colonel David Moore, fünf seiner Kompanien der 21. Missouri Regiments zu nehmen, um Powell zu unterstützen. Um 06:30 Uhr bemerkte Powell, der sich mittlerweile im Seay Field befand, dass sich einige konföderierte Kavallerieeinheiten zu seiner Linken bewegten. Powell der befürchtete, dass er von der Flanke angegriffen wurde, befahl seinen Männern, sich zurückzuziehen. Kurz darauf traf er auf Moore. Dieser übernahm das Kommando über die Truppen und entsandte eine Nachricht an Peabody mit der Bitte ihm die restlichen fünf Kompanien des 21. Missouri Regiments zu schicken. Moore führte die Truppen erneut in Richtung Seay Field und als er die Hälfte des Feldes erreicht hatte, eröffneten die Konföderierten, die sich an der Westseite des Feldes versteckt hielten, das Feuer. Moore wurde am Bein verwundet und befahl bald darauf den Rückzug in die nordöstliche Ecke des Feldes. Hindmans Truppen, die nun aus der dritten Brigade unter Wood und der ersten Brigade unter Colonel Robert Shaver bestanden, stießen nach Norden vor, wobei Wood auf der linken und Shaver auf der rechten Seite den westlichen Arm des Shiloh Creek überquerten. Kurz darauf erreichten sie Seay Field, wo sie auf die Einheiten des 21. Missouri Regiments trafen, das sich nach einem kurzen Gefecht zurückzog. Peabody, der bereits viermal verwundet worden war, versuchte, seine Truppen zu sammeln, wurde aber durch einen Kopfschuss getötet. Gegen 09:00 Uhr war die Kombination aus konföderiertem Angriff und dem Tod ihres Kommandanten für die Unionstruppen nicht mehr zu bewältigen. Die Konföderierten hatten das erste Lager der Union eingenommen.

##### Rea Field
Die Sichtung feindlicher Späher am Morgen des 5. April hatte den Kommandeur des 53. Ohio-Regiments, Colonel Jesse Appler, veranlasst, seine eigenen Späher über die Wachpostenlinie hinaus bis zum südlichen Ende von Rea Field auszusenden. Am Sonntagmorgen kehrten sie mit der Nachricht zurück, dass sich eine große feindliche Streitmacht vor ihnen befand.
Die Rüge von Sherman am Vortag ließ Appler zögern. Als jedoch ein verwundeter Soldat das Lager mit den Worten die Rebellen kommen erreichte, gab Appler Befehl klarmachen zum Gefecht. Appler schickte einen Boten zu Colonel Hildebrand und General Sherman. Während Hildebrand zwei Kompanien zur Hilfe schickte, ließ Sherman Appler lediglich wissen: you must be badly scared over there.
Als Sherman immer mehr Berichte von Kämpfen erreichten, befahl er immer noch zweifelnd die gesamte dritte Brigade gefechtsbereit zu machen. Um 07:00 Uhr ritten Sherman und ein Ordonnanzoffizier zu Applers Linie. Während Sherman das Terrain untersuchte, griffen die Konföderierten an. Sherman, der nun endgültig überzeugt war, rief: My God, we are attacked
Sherman ritt zu Appler und forderte ihn auf, durchzuhalten, während er sich um Verstärkung bemühte. Appler konnte mit Hilfe einiger Artillerie-geschütze drei Angriffe abwehren, bevor er sich in die Nähe von Lost Field zurückziehen musste. Die Konföderierten konzentrierten sich nun auf die Unionstruppen westlich der Shiloh Church. Sherman war an diesem Morgen überall auf dem Feld gewesen, um die Männer zu versammeln und die Verteidigung zu koordinieren. Als er sah, wie sich Hildebrands Truppen zurückzogen, stellte er fest, dass seine Linie nicht mehr zu halten war und befahl seiner Division, sich zurückzuziehen und eine neue Linie entlang der Purdy-Hamburg Road zu bilden.

##### Pittsburg Landing
Während die Unionstruppen angegriffen wurden, weilte ihr Befehlshaber Ulysses S. Grant neun Meilen entfernt in seinem Hauptquartier. Durch das intensive Gefechtsfeuer aufgeschreckt, ließ er sich auf einem Depeschenboot nach Pittsburg Landing fahren. Dort erfuhr er von dem Angriff der Konföderierten und dass der rechte und der mittlere Flügel zurückgedrängt worden waren. Grant versuchte, etwas Ordnung in den Landeplatzsektor zu bringen. Er befahl dem 23. Missouri Regiment sich der Division von General Prentiss und dem 15. und 16. Iowa Regiment sich seiner ersten Division unter Generalmajor McClernand anzuschließen. Während sich der Großteil von Buells Soldaten noch auf dem Weg von Nashville nach Savannah befanden hatte die vierte Division unter Brigade General William Nelson Savannah bereits erreicht. Grant befahl Nelson, mit seiner Division auf der Ostseite des Flusses bis zu einem Punkt gegenüber von Pittsburg Landing zu marschieren, von wo aus sie mit der Fähre zum Schlachtfeld übergesetzt werden konnte. Außerdem ließ er nach der Division von Lew Wallace schicken, von dem er hoffte, dass er am frühen Nachmittag eintreffen würde.

##### Hamburg–Purdy Road
Kurz nach 10:00 Uhr morgens bezogen die Reste von Shermans Division eine neue Stellung weiter nördlich der Shiloh Church in der Nähe der Kreuzung zwischen der Hamburg-Purdy Road und der Pittsburg-Corinth Road. Als Sherman zurückfiel, errichtete er mit den Männern, die ihm noch geblieben waren, eine Verteidigungslinie. Von Westen nach Osten standen die Reste von Shermans, McClernand, W.H.L. Wallace, Prentiss und Hurlbuts Divisionen. Hurlbut befand sich in der Nähe einer Pfirsichplantage, Prentiss in der Nähe der Sunken Road und W.H.L. Wallace in der Nähe von Duncan Field an der Sunken Road. Nachdem die Konföderierten ihre Reihen geschlossen hatten starteten sie um 11:00 Uhr einen erneuten Angriff. Nach schweren Kämpfen, bei der die Unionstruppen achtzehn Feldgeschütze verloren hatten, zogen sie sich in das etwa 200 Meter entfernte Jones Field zurück. Um 11:20 Uhr kontrollierte die konföderierte Armee die Hamburg-Purdy Road. Entlang der gesamten Linie kam der Angriff der Konföderierten nun für etwa 30 Minuten zum Stillstand. Einige der Einheiten waren erschöpft, andere hatten keine Munition mehr. Einige Einheiten hielten an, um Lager der Union zu plündern. Dieser Stillstand hatte Sherman und McClernand die Zeit gegeben, um einen Gegenangriff vorzubereiten. Der Gegenangriff von Sherman und McClernand traf die immer noch plündernden Südstaatler und trieb sie bis Woolf Field zurück. Beauregard, Hardee und Polk wurden von diesem Angriff überrascht und begannen die Verteidigung zu organisieren. Während Hardee und Polk ihre Linien formierten, beorderte Beauregard seine letzte Reservebrigade unter Colonel Robert Trabue nach vorne. Um 14:00 Uhr, nach fast einer Stunde schwerer Kämpfe, waren die Truppen von Sherman und McClernand kurz vor dem Zusammenbruch und zogen sich wieder auf Jones Field zurück, während die Konföderierten ihnen langsam nachsetzten. Die Unionstruppen leisteten in Jones Field kurzzeitig Widerstand, zogen sich dann aber weiter Richtung Hamburg-Savannah Road zurück. Das Gelände dort war gut zu verteidigen, und Sherman wollte die Brücke über den Snake Creek für die Division von Lew Wallace sichern, deren baldige Ankunft er erwartete. Sherman und McClernand befanden sich nun in einer Position, in der sie den Tennessee River im Rücken hatten. Viel weiter konnten sie sich nicht mehr zurückziehen.

#### Nachmittag

##### Peach Orchard
Auf der rechten Seite der Union waren Shermans und McClernands Divisionen (sowie Veatchs Brigade) eine unorganisierte Ansammlung versprengter Soldaten und Teilen von Regimentern. Zahlreiche Soldaten hatten ihre Ausrüstung abgeworfen und waren Richtung Pittsburg Landing gezogen. Die Lage im Zentrum der Union war wesentlich besser. Während Prentiss mehrere Angriffe der von Colonel Randall L. Gibson befehligten Brigade abwehrte, schlug Colonel Thomas Sweeny die Angriffe der Konföderierten in der Nähe von Duncan Field zurück. Auf der linken Seite der Union östlich von Bell Field hielten Stuarts zwei verbliebene Unionsregimenter für mehr als zwei Stunden gegen die Angriffe der zweiten und dritten Brigade der zweiten Division unter Brigadegeneral Jones M. Withers stand. Neben Stuart befand sich Brigadegeneral John McArthur mit zwei Regimentern seiner Brigade. Nach mehreren unkoordinierten Angriffen hatte General Johnston gegen 14:00 Uhr fünf Brigaden zusammengezogen. Bei dem Angriff, den Johnston persönlich führte, wurde er gegen 14:30 von einer Kugel getroffen, die seine rechte Kniekehlarterie durchtrennte, worauf er kurz danach an Blutverlust starb. Trotz massiver Gegenwehr sah sich McArthur gezwungen, sich etwa 300 Meter nördlich des Peach Orchard zurückzuziehen, wo er seine Linie 20 Minuten später stabilisierte. Durch dieses Manöver war nun Hurlbuts Flanke ungeschützt, worauf dieser sich auf das südwestlich gelegene Wicker Field und schließlich Richtung Pittsburg Landing Road zurückzog.

##### Hornet´s Nest

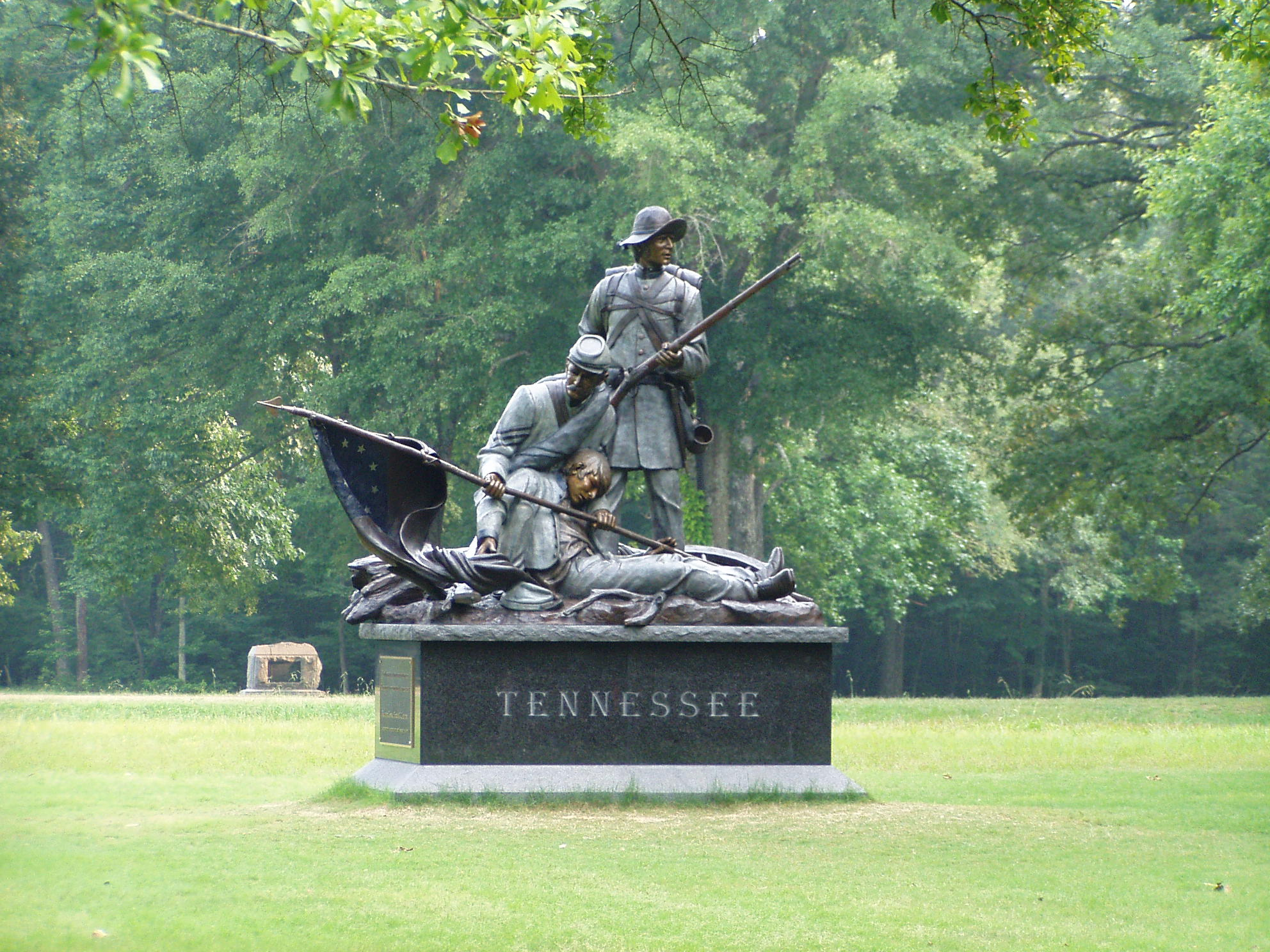
Gedenkstätte entlang der Sunken Road in Shiloh

Inzwischen waren die Unionstruppen zwei Meilen ausgewichen. Die Überreste von Prentiss’ Division hatten sich zusammen mit einer Batterie leichter Artillerie und Teilen von drei weiteren Divisionen in einem Hohlweg verschanzt, der als „das Hornissennest“ bekannt wurde. Grant befahl Prentiss, die Stellung um jeden Preis zu halten, und Prentiss tat sein Möglichstes. Von 10:30 bis 15:30 Uhr hatten die Konföderierten die Unionstruppen entlang der Sunken Road achtmal angegriffen. Alle Angriffe waren unkoordiniert, hatten nur minimale Artillerieunterstützung und erfolgten stückweise. Um 15:30 Uhr hielten die Unionstruppen in der Mitte des Feldes noch stand, doch in den nächsten Stunden sollte sich die Lage ändern. Südöstlich von Prentiss begann die Unionslinie zu brechen. Die zahlreichen Angriffe der Konföderierten hatten die Unionssoldaten aufgerieben. Um 15:30 Uhr waren Hurlbuts Truppen zurückgefallen und hatten Prentiss’ linke Flanke freigelegt. Um 16:00 Uhr hatte Prentiss seine Linie um 90 Grad nach hinten gebogen, um die Flanke zu schützen. Schließlich brachten die Konföderierten 62 Artilleriegeschütze bis auf Kernschussweite an die Stellung heran und eröffneten das Feuer. Um 17:30 Uhr musste sich Prentiss daher mit 2.200 Überlebenden ergeben.

### Zusammenfassung des ersten Tages

#### Union
Kurz nachdem Prentiss sich ergeben musste, war die 3. Division unter Generalmajor Wallace eingetroffen, während Buells vordere Brigade den Tennessee überquerte. Bis dahin waren 10.000 Mann von Grants Armee gefallen oder in Gefangenschaft geraten. Grants letzte Kampflinie bestand jetzt nur noch aus 18.000 Mann, die einen etwa 1,5 Meilen langen provisorischen Ring um Pittsburg Landing bildeten. Sherman befand sich auf der rechten Seite entlang der Hamburg-Savannah Road vor Perry Field. McClernands Division formierte sich im rechten Winkel zu Shermans Division und bildete ein umgekehrtes L entlang der heutigen Grant Road. W.H.L. Wallace befand sich zur Linken von McClernand am südlichen Ende von Chamber's Field und Hurlbuts Division verlängerte Wallace' Linke. Im Laufe der Nacht erreichten immer mehr Soldaten von Buells Armee Pittsburg Landing und formierten sich neben Grants Divisionen. Bis zum Morgen des 7. April waren 22.000 Mann eingetroffen, womit Grant nun 40.000 Soldaten zur Verfügung standen.

#### Konföderation
Als Beauregard alle Angriffe abbrach, waren seine Truppen stark desorganisiert und hatten gegen 17:30 Uhr gerade die Gefangennahme im Hornissennest beendet. In dem Glauben, die Schlacht sei vorbei, begannen zahlreiche Soldaten mit der Plünderung der Unionslager, während andere Einheiten ohne Munition waren oder so viele Offiziere verloren hatten, dass sie sich nicht formieren konnten. Trotz der Verluste von über 8.000 Mann inklusive General Johnston zeigte sich Beauregard so siegessicher, dass er ein Telegramm nach Richmond schickte:

“After a severe battle of ten hours, thanks be to the Almighty, [we] gained a complete victory, driving the enemy from every position.”

„Nach einer schweren Schlacht von zehn Stunden haben wir, dem Allmächtigen sei Dank, einen vollständigen Sieg errungen und den Feind aus allen Stellungen vertrieben.
“

Späher des Kavallerieregiments von Colonel Nathan Bedford Forrest hatten jedoch Unionstruppen bei Pittsburg Landing entdeckt. Forrest versuchte verzweifelt, Beauregards Hauptquartier ausfindig zu machen, doch als er es nicht finden konnte und andere Generäle seinen Warnungen keine Beachtung schenkten, gab er seine Bemühungen auf. Während Beauregard in Shermans erbeutetem Zelt schlief, verbrachte Grant die Nacht bei seinen Soldaten im Feld.

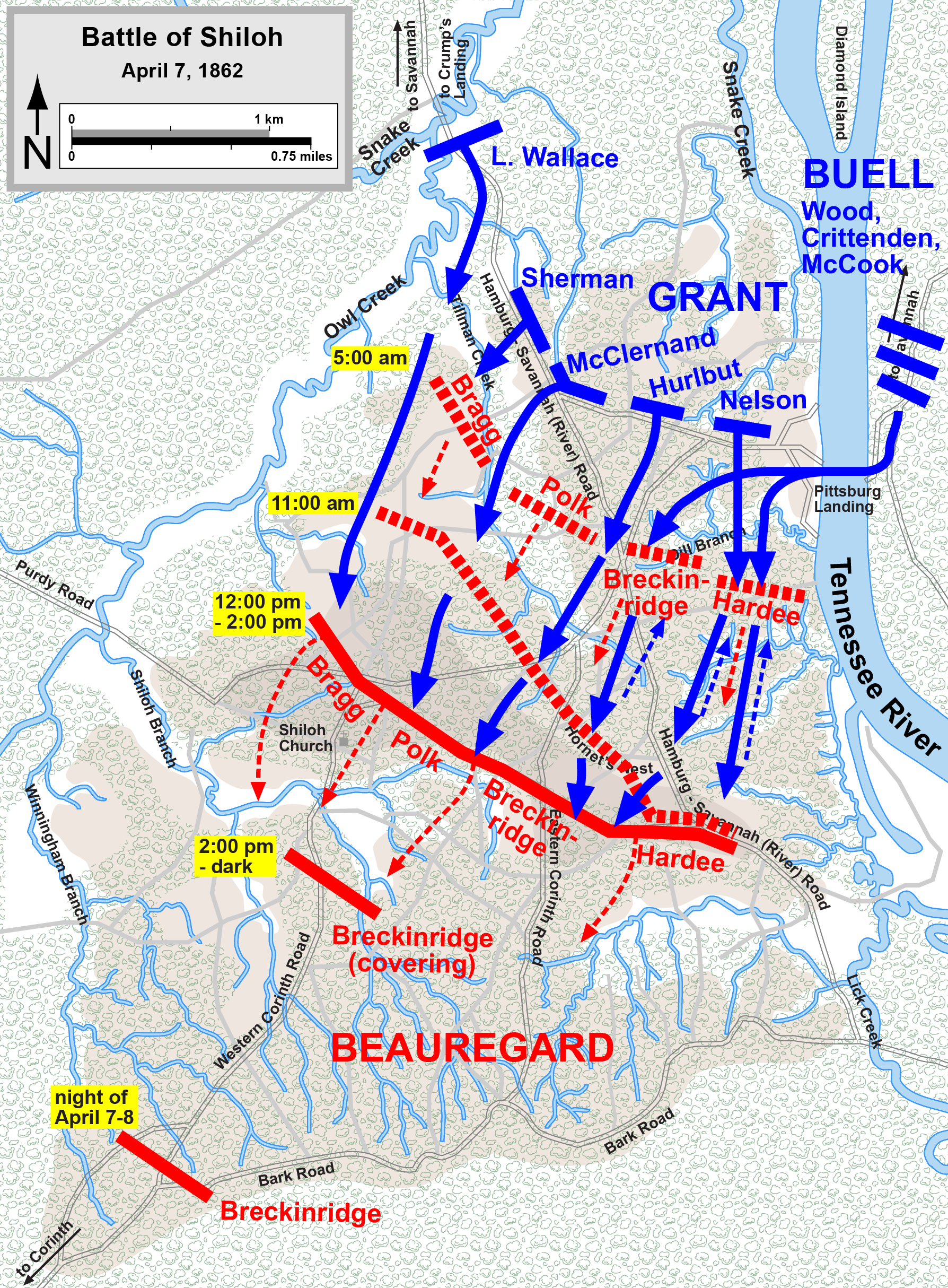
Zweiter Tag der Schlacht

### Der zweite Tag der Schlacht

#### Cloud und Wickers Field
Die Schlacht begann erneut um 5:00 Uhr morgens, als Brigadegeneral Nelsons 3. Division, bestehend aus drei Brigaden unter Jacob Ammen auf der linken Seite, Sanders D. Bruce in der Mitte und William B. Hazen auf der rechten Seite, nach Südwesten über die Dill Branch-Schlucht zog. Um 8:00 Uhr morgens stieß die fünfte Division von Brigadegeneral Thomas L. Crittenden zu seiner Rechten hinzu. Während die Unionssoldaten vorrückten, entdeckten Nelsons Späher einige feindliche Posten jenseits von „Cloud Field“, die ein paar Schüsse abgaben und dann davonliefen. Als sich Hatzens Brigade dem Wicker Field näherte, wurde sie von Infanterie und Artillerie unter Beschuss genommen. Als Nelson nach eineinhalbstündigem Feuergefecht seinen Vormarsch wieder aufnahm, waren die Konföderierten alarmiert worden. Als Bruce' Brigade durch Wicker Field zog, wurde sie daher westlich der Manse George-Hütte von Artillerie beschossen. Als Hazen vorrückte, um Bruce' rechte Flanke zu decken, geriet er ebenfalls unter Artilleriebeschuss, allerdings mit nur geringer Wirkung. Nach einer halben Stunde vertrieben Kompanien des neunten Indiana- und des ersten Kentucky-Regiments die feindlichen Kanoniere.

90 Minuten lang lieferten sich Nelsons Männer ein Ferngefecht mit den konföderierten Truppen im Sarah Bell Field. Da Nelson keine Artillerie hatte, wies Buell ihm eine von Crittendens Batterien zu. Während der Kämpfe in Wicker Field traf die vierte Brigade von Lovell Rousseau aus der Division von McCook ein und schloss sich der Gefechtslinie auf der rechten Seite von Crittenden an. Um 10:00 nahm die Union ihren Vormarsch wieder auf. Nelsons Division bewegte sich zum nördlichen Ende des Sarah Bell Field und Crittenden zur Sunken Road. Um 11:00 Uhr griffen Nelson und Crittenden von der Sunken Road und von der Pfirsichplantage im Sarah Bell Field aus in Richtung Süden an. Mehrere konföderierte Regimenter wurden eingeworfen, um den Vorstoß aufzuhalten. Die Schlacht schwankte hin und her, doch schließlich wichen die Unionstruppen auf Positionen entlang der Sunken Road zurück. Als Hardee sah, dass sich die Unionstruppen zurückzogen, befahl er Colonel David More einen Gegenangriff. Nach drei Stunden erbitterter Kämpfe hatten sich die Konföderierten von Sarah Bell Field und Nelson sich nach Wicker Field zurückgezogen. Westlich von Nelson konnte Crittendens Division die Konföderierten bis zur Hamburg-Purdy Road drängen, mussten sich aber aufgrund von Artilleriebeschuss nach Duncan Field zurückziehen. Inzwischen hatte sich die gesamte Division von McCook nördlich von Crittenden positioniert. McCook gelang es, die Attacken der Südstaatler zurückzuschlagen und bis zum Review Field vorzustoßen, bis sie ebenfalls durch Gegenangriffe und Artillerie zurückgedrängt wurden.

#### Jones Field
Im Morgengrauen des 7. April sahen drei Artilleriebatterien, die der Division von Lew Wallace zugeteilt waren, eine Batterie der Konföderierten in Jones Field und eröffneten das Feuer auf sie. Grant kam, um nachzusehen und befahl Wallace nach einigen Minuten Beobachtung, anzugreifen.
Colonel Preston Pond der sich in der Nacht von seiner Position im Jones Field nicht zurückgezogen hatte, sah sich nun Wallaces frischer Division gegenüber. Ponds ausgelaugte Truppen hielten nicht lange durch und zogen sich um 09:00 Uhr auf die Hamburg-Purdy-Road zurück. Um Wallace Vormarsch aufzuhalten, erhielten die Brigaden von Gibson und Wood den Befehl zum Angriff. Dieser Angriff war zunächst erfolgreich, aber Sherman brachte seine angeschlagene Division nach vorne und drängte die Konföderierten zurück. Während Gibson und Wood angriffen, bildete Brigadegeneral Daniel Ruggles südlich von Jones Field eine Verteidigungslinie. Nachdem sich Grants restliche Einheiten formierten hatten McClernand links von Sherman und Hurlbut links von McClernand gab Grant um 10:30 Uhr den Befehl zum Angriff. Unter dem wachsenden Druck begann die Linie der Konföderierten langsam nachzugeben.
Kurz nach 12:00 Uhr griffen Buells Truppen erneut an. Auf der linken Seite machten Nelsons Männer stetige Fortschritte und hatten um 14: 00 Uhr die Hamburg-Purdy Road erreicht. Crittenden drängte die Eastern Corinth Road hinunter, bis auch er die Hamburg-Purdy Road erreichte. Auf der rechten Seite rückte McCook entlang der Corinth-Pittsburg Landing Road nach Westen vor. McCooks Bewegung nach Westen öffnete eine Lücke zwischen ihm und Crittenden, die von Hurlbuts Division gefüllt wurde. Um 13:30 Uhr rückte McCooks Division von Duncan Field aus vor und stieß in die Flanke von Braggs Linie. Bragg, der an der Front von Wallace, Sherman und McClernand und an der Flanke von McCook bedrängt wurde, begann sich südlich der Hamburg-Purdy Road zurückzuziehen. Nach mehreren gescheiterten Gegenangriffen überquerten die Unionstruppen um 14:30 Uhr die Hamburg-Purdy Road. Beauregard, der erkannte, dass an einen Sieg nicht mehr zu denken war, gab gegen 15.00 Uhr den Befehl zum Ausweichen. Beauregard bildete eine letzte Linie südlich der Shiloh Church, um den Rückzug nach Corinth zu decken. Um 17 Uhr hatten die Konföderierten das Feld verlassen. Aufgrund der späten Stunde und des Zustands der Armee nahmen die Unionstruppen an diesem Tag keine Verfolgung auf.

## Nachwirkungen
Shiloh war die bis dahin verlustreichste Schlacht des Amerikanischen Bürgerkrieges. Nach einem Jahr Krieg wurde endgültig deutlich, dass der Süden erobert werden musste, um den Krieg und die Rebellion zu beenden. Grant wurde ob der hohen erlittenen Verluste in der Öffentlichkeit des Nordens heftig kritisiert. Auf die Forderung einer Entlassung Grants aus den Reihen der Armee antwortete Abraham Lincoln allerdings:

“I can’t spare this man, he fights.”

„Ich kann auf diesen Mann nicht verzichten – er kämpft!“

Stattdessen unterstützte er Hallecks Entscheidung, Grant de facto zu suspendieren, indem er ihn in die bedeutungslose Position des stellvertretenden Befehlshabers erhob.
Die Berichterstattung über die Schlacht war zunächst erfreulich für Grant gewesen. Dies änderte sich jedoch eine Woche später mit der Veröffentlichung eines „ziemlich übertriebenen“ Zeitungsartikels von Whitelaw Reid. Der Bericht, der sich weitgehend auf Aussagen von Deserteuren und Nachzüglern der Union stützte, implizierte, Grant sei regelrecht überrumpelt worden, und behauptete fälschlicherweise, seine Männer seien in ihren Zelten mit Bajonetten erstochen worden.
 Die einzige Person, die als Held dargestellt wurde, war Buell, der vermeintliche Retter Grants. Eigennützige Aussagen einiger Offiziere Buells und falsche Gerüchte, Grant sei betrunken gewesen, beeinflussten die öffentliche Meinung ebenfalls. Zu den berechtigten Vorwürfen gegen Grant gehörte, dass er es versäumt hatte, die Lager um Pittsburgh Landing zu befestigen, was von Historikern als entscheidender Fehler angesehen wird. Mindestens zwei von Grants Generälen rieten aber von Verschanzungen ab, außerdem glaubte Grant, dass die feindlichen Truppen ihre eigenen verschanzten Stellungen nicht verlassen würden.
Beauregard beharrte derweil darauf, Shiloh sei ein großer Sieg des Südens gewesen: Nur unvorhergesehene Ereignisse hätten die Yankees vor der Vernichtung bewahrt, und der Rückzug nach Corinth sei Teil eines umfassenderen strategischen Plans. Doch als die wahren Ereignisse von Shiloh mehr und mehr bekannt wurden, wandte sich die öffentliche Meinung im Süden gegen Beauregard. Ihm wurde vorgeworfen, er habe sich den sicheren Sieg nehmen lassen, indem er am Abend des 6. April keinen letzten, womöglich entscheidenden Sturmangriff angeordnet hatte. Zur gleichen Zeit war Grant in der Gunst der Öffentlichkeit des Nordens wieder gestiegen, nachdem sein Gönner Elihu Washburne ihn in einer Rede vor dem Repräsentantenhaus gelobt hatte.

### Verluste
Die Gesamtverluste auf seiten der Union beliefen sich auf 13.047 Mann; davon waren 1.754 Tote, 8.408 Verwundete und 2.885 Vermisste oder Kriegsgefangene. Auf seiten der Konföderierten waren 10.694 Verluste zu beklagen. Darunter waren 1.723 Tote, 8.012 Verwundete und 959 Vermisste oder Kriegsgefangene.